# Philipp von Hesse
Philipp von Hesse (* 10. Juli 1810 in Berlin; † 29. Oktober 1868 in Verney in der Schweiz) war königlich preußischer Generalleutnant und zuletzt Chef des Landesaufnahme.

## Herkunft
Seine Eltern waren der Kaufmann und Kommerzienrat Gustav Philipp von Hesse und dessen Ehefrau Anna Marie Barraud.

## Leben
Er bekam seine schulische Bildung auf dem Friedrich-Wilhelm-Gymnasium in Berlin. Er schrieb sich am 14. Juni 1828 in das Universität Berlin ein und begann Mathematik zu studieren. Aber am 2. September 1828 verließ er die Universität und wurde am 16. Oktober 1828 Kanonier in die 2. Artilleriebrigade, wo er zur 2. Reitenden Batterie kam. Vom 16. Oktober 1830 bis zum 30. September 1831 wurde er an die Vereinigte Artillerie- und Ingenieurschule abkommandiert. In der Zeit wurde er am 19. November 1830 zum Portepeefähnrich und am 28. September 1831 zum außeretatsmäßigen Seconde-Lieutenant befördert. Am 24. Oktober 1832 wurde er zum Artillerieoffizier mit Patent zum 5. Oktober 1831 ernannt. Vom 5. Oktober 1834 bis zum 27. Juli 1837 wurde er dann an die Allgemeine Kriegsschule abkommandiert. Nach seiner Rückkehr wurde er im Jahr 1838 die die trigonometrische Abteilung des Großen Generalstabes abkommandiert und dort am 27. Februar 1842 zum Premier-Lieutenant befördert. Am 3. April 1845 kam er in den Generalstab und am 17. März 1846 wurde er dann Hauptmann im Großen Generalstab. Er wurde am 12. November 1850 zum Batteriechef mit Patent zum 27. Februar 1844 im 7. Artillerie-Regiment. Am 2. März 1852 wurde er Major mit Patent zum 11. April 1851 im Großen Generalstab. Danach wurde er am 18. Juli 1855 in den Generalstab des II. Armeekorps versetzt, Dort am 15. Oktober 1856 zum Oberstleutnant befördert und am 7. März 1857 wieder in den Großen Generalstab versetzt. Aber schon am 15. April 1857 wurde er zum Abteilungschef im Großen Generalstab und zum Dirigenten der trigonometrischen Abteilung ernannt. Am 31. Mai 1859 wurde er zum Oberst befördert zeitgleich wurde er Chef der 1. Abteilung, weiter blieb er Dirigent der trigonometrischen Abteilung. Er wurde am 3. Juni 1860 mit dem Roten Adlerorden 3. Klasse mit Schleife  und am 18. Oktober 1861 mit dem Kronen-Orden 3. Klasse ausgezeichnet. Dazu erhielt er am 17. März 1863 den Charakter als Generalmajor und am 17. März 1864 ein Gehalt von 3000 Talern jährlich, dazu erhielt er am 25. Juni 1864 dann auch sein Patent als Generalmajor. Am 3. April 1866 wurde er unter Entbindung von der Stellung als Abteilungschef und unter Belassung seine Stellung als Chef der Landes-Triangulation zu den Offizieren der Armee versetzt. 
Während der Mobilmachung zum Deutschen Krieg wurde er am 2. Juni 1866 zum Stellvertreter des Chefs des Großen Generalstabes von Moltke ernannt. Am 17. September 1866 wurde er von dieser Stellung wieder entbunden und wurde wieder Chef des Landesaufnahme. Am 20. September 1866 erhielt er noch den Charakter als Generalleutnant. Er war bereits schwer krank, als er am 19. Januar 1868 mit dem Roten Adlerorden 2. Klasse mit Eichenlaub ausgezeichnet und am 26. September 1868 mit Pension zur Disposition gestellt wurde. Er starb kurze Zeit später am 29. Oktober 1868 in Verney in der Schweiz.
In seiner Beurteilung schrieb der General Wilhelm von Krauseneck 1847: 
„Er wurde bisher großenteils mit trigonometrischen Arbeiten beschäftigt. und hat hierbei nach dem Urteil des Inspizierenden Kenntnis und Geschick gezeigt. Er ist bemüht, sich auch für die anderen Zweige des Militärdienstes auszubilden und kann auch in diesem Betracht bei fortgesetzter nachhaltiger Anstrengung tüchtig werden. Bei Übungsreisen hat er viel Interesse an den Tag gelegt.“
Auch entwickelte er für die Artillerie einen Entfernungsmesser.

## Familie
Er heiratete am 12. Januar 1857 in Stettin Emma Hedwig Müller (* 8. April 1825; † 2. März 1900), eine Tochter des Oberstleutnants Johann Friedrich Müller. 